# Josiah Harlan
Josiah Harlan, 1er prince de Ghôr, né le 12 juin 1799 et décédé en octobre 1871, était un aventurier et cryptarque américain, connu pour avoir voyagé en Afghanistan et dans le Pendjab dans l'intention de devenir roi. Après s'être mêlé de politique locale et de faits d'armes, il finit par obtenir le titre de « Prince de Ghor » pour lui-même et ses descendants en échange de son aide militaire. L'histoire de Rudyard Kipling, L'Homme qui voulut être roi, est fortement inspirée de l'histoire d'Harlan.

## L'enfance de Harlan
Josiah Harlan est né dans le canton de Newlin, dans le comté de Chester, en Pennsylvanie. Ses parents, Joshua Harlan et Sarah Hinchman, étaient quakers, et Josiah et ses neuf frères et sœurs, dont Richard Harlan, ont été élevés dans un foyer strict et pieux. Son père était un courtier marchand à Philadelphie et plusieurs de ses fils entreraient plus tard dans le commerce.
Perdant sa mère à l'âge de treize ans, Josiah se lance dans la lecture. Un contemporain rapporte qu'Harlan, à l'âge de quinze ans, s'amusait à lire des livres de médecine et les biographies de Plutarque, ainsi que les Prophètes de la Bible. Il lisait le latin et le grec, tout en parlant couramment le français. Il a également développé une passion pour la botanique qui durera toute sa vie. Il a également étudié l'histoire antique grecque et romaine, particulièrement pris par les récits d'Alexandre le Grand,.

## Premiers voyages
En 1820, Harlan entreprit ses premiers voyages. Son père lui a obtenu un emploi de marin sur un navire marchand à destination de l'Est, naviguant vers Calcutta, en Inde, puis Guangzhou, en Chine, pour un aller et retour. De retour de ce premier voyage et préparant le suivant, il s'éprit d'une femme. Il fut convenu qu'ils seraient fiancés et qu'ils se marieraient à son retour. Cependant, à Calcutta, il a été avisé que sa fiancée avait rompu les fiançailles et en avait déjà épousé un autre homme.
Brisé par cette nouvelle, Harlan a juré de ne jamais retourner en Amérique, cherchant plutôt l'aventure en Orient. En juillet 1824, sans aucune éducation formelle, il s'enrôle comme chirurgien dans la Compagnie britannique des Indes orientales. La Compagnie était sur le point d'entrer en guerre en Birmanie et avait besoin de chirurgiens qualifiés. S'appuyant sur ses études personnelles et une certaine pratique en mer, Harlan s'est présenté au conseil médical pour un examen et a été nommé chirurgien à l'hôpital général de Calcutta. À partir de janvier 1825, il sert dans l'armée en Birmanie, jusqu'à ce qu'il soit blessé ou tombe malade. Pendant ce temps, le traité de Yandabo en 1826 a mis fin aux hostilités. Une fois récupéré, Harlan fut affecté à Karnal, au nord de Delhi, où il se lassa bientôt de prendre les commandes de la Compagnie. À l'été 1826, il quitte leur service. En tant que civil, il a obtenu un permis de séjour en Inde par le gouverneur général Lord Amherst.

## Entrée en Afghanistan
Après un séjour à Simla, Harlan se rendit à Ludhiana, un avant-poste frontalier de l'Inde britannique sur la rivière Sutlej qui formait à l'époque la frontière entre le Pendjab et l'Inde britannique. Il avait décidé d'entrer au service de Ranjit Singh, le maharaja du Pendjab. Ici, en attendant une réponse à sa demande d'entrer au Pendjab, il a rencontré le dirigeant afghan exilé Shuja Shah Durrani de l'Empire durrani et est finalement entré à son service. Avec le soutien financier de Shuja Shah Durrani, Harlan a voyagé le long de l'Indus et en Afghanistan, d'abord à Peshawar puis à Kaboul. Il rencontra à Kaboul celui qu'il était venu déposer, Dost Mohammad Khan.
À Peshawar, Harlan avait rencontré un Nawab Jabbar Khan, qui était un frère de Dost Mohammad Khan. Jabbar Khan était important en tant que rival possible de Dost Mohammad, et donc un allié possible de Shuja Shah. Pendant son séjour avec Jabbar Khan, Harlan a évalué la situation et s'est rendu compte que la position de Dost Mohammad était trop forte et qu'une influence extérieure à l'Afghanistan était nécessaire. Il a décidé de chercher sa chance au Pendjab.

## Au service du Maharaja Ranjit Singh
Harlan se rendit à Lahore, la capitale du Pendjab, en 1829. Il s'est mis en quête du général français Jean-François Allard, qui l'a présenté au Maharaja. Harlan s'est vu offrir un poste militaire mais a refusé, cherchant quelque chose de plus lucratif. Ceci, il finit par le trouver : après s'être attardé à la cour pendant un certain temps, on lui offrit le poste de gouverneur du district de Gujrat, poste qu'il accepta. Avant de lui donner ce poste, cependant, le Maharaja décida de tester Harlan.
En décembre 1829, il fut nommé gouverneur de Nurpur et Jasrota, décrits par Harlan lui-même comme deux districts alors nouvellement subjugués par le roi à Lahore, situés sur la bordure des montagnes de l'Himalaya. Ces districts avaient été saisis par leur rajah en 1816 et étaient assez riches au moment où Harlan est arrivé. On sait peu, voire rien, du mandat de Harlan ici, mais il a dû bien s'en sortir. En mai 1832, il fut transféré à Gujrat. À Gujrat, Harlan reçut la visite peu après son installation d'Henry Lawrence qui le décrivit plus tard comme un homme d'une capacité considérable, d'un grand courage et d'une grande entreprise, et à en juger par son apparence, bien taillé pour le travail partisan.
Si la nomination d'un gouverneur européen était rare, Harlan n'était certainement pas le seul. Son collègue Paolo Avitabile fut nommé gouverneur de Wazirabad et Jean-Baptiste Ventura fut nommé gouverneur de Dera Ghazi Khan en 1831. Harlan fut également à son tour suivi dans son poste à Gujrat par un Anglais nommé Holmes.

## Prince de la province de Ghor
En 1838, Harlan partit pour une expédition punitive contre le marchand d'esclaves et seigneur de guerre ouzbek Murad Beg. Il avait plusieurs raisons de le faire : il voulait aider Dost Mohammad à affirmer son autorité en dehors de Kaboul ; il avait une opposition profonde à l'esclavage et il voulait démontrer qu'une armée moderne pouvait traverser avec succès l'Hindou Kouch. Avec une force d'environ 1 400 cavaliers, 1 100 fantassins, 1 500 membres du personnel de soutien et partisans du camp, 2 000 chevaux, 400 chameaux et un éléphant, Harlan se considérait comme un Alexandre le Grand des temps modernes. Il était accompagné d'un fils cadet et d'un secrétaire de Dost Mohammad. Dost Mohammad a cherché à recueillir l'hommage des Hazara qui étaient prêts si les Afghans mettaient également fin aux raids de Murad Beg.
Après un voyage ardu (qui comprenait une cérémonie de lever du drapeau américain au sommet du Caucase indien), Harlan a renforcé son armée avec des Hazaras locaux, dont la plupart vivaient dans la peur des marchands d'esclaves. Son premier engagement militaire majeur fut un court siège à la Citadelle de Saighan, contrôlée par un marchand d'esclaves tadjik. L'artillerie de Harlan n'a fait qu'une bouchée de la forteresse. À la suite de ce succès, les pouvoirs locaux ont réclamé de devenir les amis de Harlan.
L'un des dirigeants locaux les plus puissants et les plus ambitieux était Mohammad Refee Beg Hazara, un prince de Ghor, une région située dans la partie centrale et occidentale de ce qui est aujourd'hui l'Afghanistan. Lui et sa suite ont festoyé pendant dix jours avec la force de Harlan, période pendant laquelle ils ont observé la discipline et l'organisation remarquables de l'armée moderne. Ils ont invité l'Américain à retourner dans le bastion montagneux de Refee. Harlan a été émerveillé par le système féodal qui fonctionnait. Il admirait les Hazaras à la fois en raison de l'absence d'esclavage dans leur culture et de l'égalité des sexes qu'il observait (inhabituelle dans cette région à l'époque). À la fin de la visite d'Harlan, lui et Refee sont parvenus à un accord. Harlan et ses héritiers seraient le prince de Ghor à perpétuité, avec Refee comme vizir. En retour, Harlan lèverait et entraînerait une armée dans le but de solidifier et d'étendre l'autonomie de Ghor. Cependant, lorsque Harlan est revenu à Kaboul, les forces britanniques accompagnant William Hay Macnaghten sont arrivées pour occuper la ville au début de la Première guerre anglo-afghane. Harlan, qui n'était pas un admirateur des Britanniques, est rapidement devenu une persona non grata et après quelques voyages supplémentaires, il est retourné aux États-Unis.

## De retour en Amérique
Après avoir quitté l'Afghanistan, Harlan a passé quelque temps en Russie impériale. Une femme qu'il connaissait en Angleterre a envoyé des lettres à la noblesse russe dans lesquelles elle affirmait que Harlan était un administrateur expérimenté qui pouvait aider la paysannerie russe à s'améliorer. Bien qu'il soit très apprécié des femmes de la haute société russe, Harlan n'a noué aucun contact gouvernemental important et a rapidement décidé de retourner en Amérique.
Une fois de retour en Amérique, Harlan a été fêté comme un héros national. Il a habilement joué la presse, leur disant de ne pas s'attarder sur son titre royal, car il "considére les royaumes et les principautés comme d'importance frivole, lorsqu'ils sont opposés au titre honorable et estimable de citoyen américain". Sa gloire s'est rapidement estompée après la publication de A Memoir of India and Afghanistan - With observations on the present status critique and future prospects of these Countries, publié à Philadelphie. Harlan a attaqué ses anciens ennemis britanniques depuis l'Afghanistan et a qualifié le système impérial britannique de méprisable. Plus alarmant, il a écrit sur la facilité avec laquelle la Russie pourrait, si elle le voulait, attaquer et nuire gravement à l'Empire britannique.
Harlan a été dénoncé en Grande-Bretagne, bien que, comme l'a observé un historien, son livre ait été "officiellement discrédité, mais secrètement lu, sous la table, par des historiens et des stratèges britanniques". La presse américaine ne l'a pas critiqué, mais la controverse a fait en sorte qu'il ne publierait plus jamais un autre livre.
Avec la diminution de ses fonds, Harlan a commencé à assumer de nouvelles tâches. Il a commencé à faire pression sur le gouvernement américain pour qu'il importe des chameaux pour s'installer dans l'ouest des États-Unis. Son véritable espoir était qu'ils commandent leurs chameaux à l'Afghanistan et l'y envoient comme agent d'achat. Harlan a convaincu le gouvernement que les chameaux seraient un investissement valable (le secrétaire à la guerre Jefferson Davis était particulièrement intéressé), mais il a été décidé qu'il serait moins cher de les importer d'Afrique que d'Afghanistan. Lorsque l'armée américaine a découvert la résistance des chevaux, des mulets et des vaches américains aux chameaux agressifs, le Camel Corps a été dissous en 1863. Les chameaux ont été libérés en Arizona.
Harlan a ensuite décidé qu'il convaincrait le gouvernement d'acheter des raisins afghans. Il a passé deux ans à travailler sur cette entreprise, mais l'arrivée de la guerre civile américaine l'en a empêché. Harlan proposa alors de lever un régiment.
Toujours horrifié par l'esclavage, il leva un régiment de l'Union, le 11th Pennsylvania Cavalry dont il était colonel, mais il avait l'habitude de traiter avec des subalternes militaires comme le ferait un prince oriental. Cela a conduit à une cour martiale désordonnée, mais le vieillissant Harlan a mis fin à son service en raison de problèmes médicaux.
Il s'est retrouvé à San Francisco, travaillant comme médecin, mourant de la tuberculose en 1871. Il a été essentiellement oublié. Ses restes ont été enterrés au cimetière Laurel Hill à San Francisco (aujourd'hui disparu), mais ont été déplacés et sa tombe est inconnue.

## Dans la culture populaire
- Scott Reiniger, star du film d'horreur culte de 1978, Dawn of the Dead, est l'arrière-arrière-arrière-petit-fils de Harlan, et donc (à partir de 2004) l'héritier du titre de Prince de Ghor[4].

- Harlan apparaît également dans le roman Flashman and the Mountain of Light (en) de George MacDonald Fraser.

## Ouvrage
- Josiah Harlan, A Memoir of India and Avghanistaun. Philadelphia: J. Dobson, 1842.